# Qian Qi
Qián Qǐ (chinois : 錢起 ), né en 710, mort en 782, surnommé Zhòngwén (仲文), est un poète wu de l'époque Tang connu par le recueil établi à la fin du XVIIIe siècle des Trois cents poèmes des Tang. Appelé également Chien Chi en Occident, il y a été, au début du XXe siècle, confondu avec Chang Chi alias Chang Tsi.
Gustav Mahler a repris en 1907 les vers du Solitaire en automne pour composer le deuxième mouvement du Chant de la Terre. Un de ses poèmes a été mis en musique en 1932 par Albert Roussel (op. XXXV), les paroles ayant été traduites de l'anglais d'après Herbert Allen Gilles par Henri-Pierre Roché